# 杭州路街道
杭州路街道，是中华人民共和国新疆维吾尔自治区乌鲁木齐市新市区下辖的一个乡镇级行政单位。

## 行政区划
杭州路街道下辖以下地区：
金谷社区、秀林园社区、振兴社区、河北西路社区、崇文社区和兴奥社区。